# Sibutad
Sibutad is een gemeente in de Filipijnse provincie Zamboanga del Norte op het eiland Mindanao. Bij de laatste census in 2007 had de gemeente ruim 16 duizend inwoners.

## Geografie

### Bestuurlijke indeling
Sibutad is onderverdeeld in de volgende 22 barangays:
| - Bagacay - Calilic - Calube - Delapa - Kanim - Libay - Magsaysay - Marapong | - Minlasag - Oyan - Panganuran - Poblacion - Sawang - Sibuloc - Sinipay - Sipaloc |

## Demografie
Sibutad had bij de census van 2007 een inwoneraantal van 16.429 mensen. Dit zijn 794 mensen (5,1%) meer dan bij de vorige census van 2000. De gemiddelde jaarlijkse groei komt daarmee uit op 0,69%, hetgeen lager is dan het landelijk jaarlijks gemiddelde over deze periode (2,04%). Vergeleken met de census van 1995 is het aantal mensen met 134 (0,8%) toegenomen.

De bevolkingsdichtheid van Sibutad was ten tijde van de laatste census, met 16.429 inwoners op 65,57 km², 250,6 mensen per km².